# Kalijaga (Harjamukti)
Kalijaga is een bestuurslaag in het regentschap Kota Cirebon van de provincie West-Java, Indonesië. Kalijaga telt 29.550 inwoners (volkstelling 2010).